# شگفت‌انگیزان: هنگامی که خطر فرا می‌خواند
شگفت‌انگیزان: هنگامی که خطر فرا می‌خواند (به انگلیسی: The Incredibles: When Danger Calls) یک بازی اکشن-ماجراجویی محصول سال ۲۰۰۴ است که توسط بکبون اینترتینمنت ساخته و توسط تی‌اچ‌کیو منتشر شده‌است. این بازی، مجموعه‌ای از ۱۰ بازی و فعالیت گوناگون، بر پایهٔ شگفت‌انگیزان، فیلم پیکسار است. 